# Avusrennen

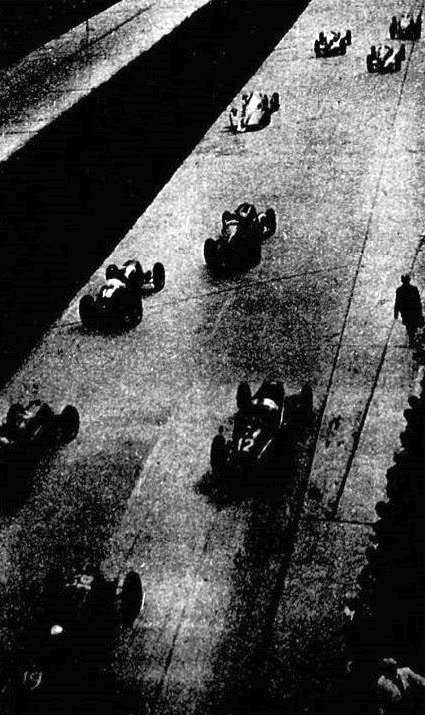
Départ à l'Avusrennen (1935).

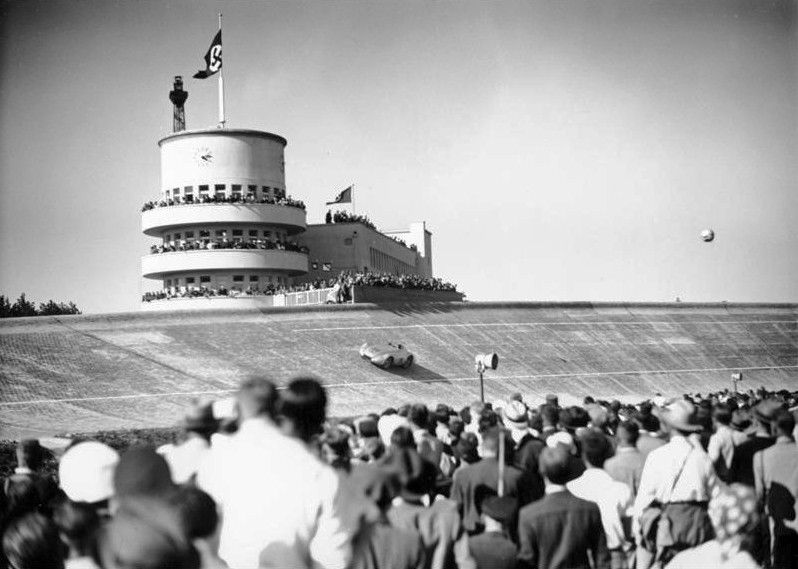
Mercedes W25 Streamline de von Brauchitsch sur la boucle nord de l'AVUS, ajoutée en début de saison pour le GP de Berlin 1937.

L'Avusrennen ou Grand Prix automobile de l'AVUS est une course automobile créée en 1931 et disparue en 1998. Elle se déroulait traditionnellement sur le circuit autoroute de l'Avus, à Berlin, en Allemagne.

## Palmarès
| Année     | Vainqueur               | Châssis                        | Catégories                       | Résultats |
| --------- | ----------------------- | ------------------------------ | -------------------------------- | --------- |
| 1931      | Rudolf Caracciola       | Mercedes-Benz SSKL             | Formule Libre                    | Résultats |
| 1932      | Manfred von Brauchitsch | Mercedes-Benz SSKL             | Formule Libre                    | Résultats |
| 1933      | Achille Varzi           | Bugatti Type 54                | Formule Libre                    | Résultats |
| 1934      | Guy Moll                | Alfa Romeo P3                  | Formule Libre                    | Résultats |
| 1935      | Luigi Fagioli           | Mercedes-Benz W25B             | Formule Libre                    | Résultats |
| 1936      | Non couru               | Non couru                      | Non couru                        | Non couru |
| 1937      | Hermann Lang            | Mercedes-Benz Stromlinienwagen | Formule Libre                    | Résultats |
| 1938-1950 | Non couru               | Non couru                      | Non couru                        | Non couru |
| 1951      | Paul Greifzu            | BMW Eigenbau                   | Formule 2                        | Résultats |
| 1952      | Rudi Fischer            | Ferrari 500                    | Formule 2                        | Résultats |
| 1953      | Jacques Swaters         | Ferrari 500                    | Formule 2                        | Résultats |
| 1954      | Richard von Frankenberg | Porsche 550                    | Voiture de sport                 | Résultats |
| 1955-1961 | Non couru               | Non couru                      | Non couru                        | Non couru |
| 1962      | Edgar Berney            | Ferrari 250GT                  | GT                               | Résultats |
| 1963      | Peter Nöcker            | Jaguar Type E                  | GT                               | Résultats |
| 1964-1965 | Non couru               | Non couru                      | Non couru                        | Non couru |
| 1966      | Udo Schütz              | Porsche 906                    | Voiture de sport                 | Résultats |
| 1967      | Günter Klass            | Porsche 906                    | Voiture de sport                 | Résultats |
| 1968-1975 | Non couru               | Non couru                      | Non couru                        | Non couru |
| 1976      | Conny Andersson         | March 763 - Toyota             | Formule 3                        | Résultats |
| 1977      | Non couru               | Non couru                      | Non couru                        | Non couru |
| 1978      | Toine Hezemans          | Porsche 935                    | DRM                              | Résultats |
| 1979      | Non couru               | Non couru                      | Non couru                        | Non couru |
| 1980      | Manfred Schurti         | BMW M1                         | Procar                           | Résultats |
| 1981-1982 | Non couru               | Non couru                      | Non couru                        | Non couru |
| 1983      | Rudi Seher              | Anson SA3 - Toyota             | Formule 3                        | Résultats |
| 1983      | Bob Wollek              | Porsche 956                    | Deutsche Rennsport Meisterschaft | Résultats |
| 1984      | Olaf Manthey            | Rover Vitesse                  | DPM                              | Résultats |
| 1985      | Klaus Niedzwiedz        | Ford Sierra XR4 Ti             | DPM                              | Résultats |
| 1986      | Volker Weidler          | Mercedes-Benz 190E             | DTM                              | Résultats |
| 1987      | Frank Biela             | Ford Sierra XR4 Ti             | DTM                              | Résultats |
| 1988      | Johnny Cecotto          | Mercedes-Benz 190E             | DTM Course 1                     | Résultats |
| 1988      | Johnny Cecotto          | Mercedes-Benz 190E             | DTM Course 2                     | Résultats |
| 1989      | Roberto Ravaglia        | BMW M3                         | DTM Course 1                     | Résultats |
| 1989      | Klaus Niedzwiedz        | Ford Sierra Cosworth RS500     | DTM Course 2                     | Résultats |
| 1990      | Hans-Joachim Stuck      | Audi V8 Quattro                | DTM Course 1                     | Résultats |
| 1990      | Hans-Joachim Stuck      | Audi V8 Quattro                | DTM Course 2                     | Résultats |
| 1991      | Hans-Joachim Stuck      | Audi V8 Quattro                | DTM Course 1                     | Résultats |
| 1991      | Frank Biela             | Audi V8 Quattro                | DTM Course 2                     | Résultats |
| 1992      | Steve Soper             | BMW M3                         | DTM Course 1                     | Résultats |
| 1992      | Bernd Schneider         | Mercedes-Benz 190E             | DTM Course 2                     | Résultats |
| 1993      | Roland Asch             | Mercedes-Benz 190E             | DTM Course 1                     | Résultats |
| 1993      | Roland Asch             | Mercedes-Benz 190E             | DTM Course 2                     | Résultats |
| 1994      | Stefano Modena          | Alfa Romeo 155 V6 TI           | DTM Course 1                     | Résultats |
| 1994      | Stefano Modena          | Alfa Romeo 155 V6 TI           | DTM Course 2                     | Résultats |
| 1995      | Kurt Thiim              | Mercedes-Benz Classe C         | DTM Course 1                     | Résultats |
| 1995      | Course 2 DTM annulée    |                                |                                  |           |
| 1996      | Armin Hahne             | Honda Accord                   | STW Course 1                     | Résultats |
| 1996      | Emanuele Pirro          | Audi A4 Quattro                | STW Course 2                     | Résultats |
| 1997      | Marc Simon              | Opel Calibra                   | DTC                              | Résultats |
| 1998      | Stefan Kissling         | Opel Calibra                   | DTC Course 1                     | Résultats |
| 1998      | Stefan Kissling         | Opel Calibra                   | DTC Course 2                     | Résultats |

## Source de traduction
- (sl) Cet article est partiellement ou en totalité issu de l’article de Wikipédia en slovène intitulé « Avusrennen » (voir la liste des auteurs).